# Basílica de Nuestra Señora de Sameiro
La basílica de Nuestra Señora de Sameiro o bien santuario de Sameiro (en portugués: Basílica de Nossa Senhora do Sameiro; Santuário do Sameiro) Es un templo católico con el estatus de basílica y santuario mariano situado en los alrededores de la ciudad de Braga, Portugal.
El santuario de Nuestra Señora del Sameiro es uno de los lugares más visitados para la veneración mariana en Portugal[cita requerida], atrayendo a muchos devotos cada año durante las peregrinaciones desde el primer domingo de junio hasta el último domingo de agosto.
Su construcción se inició en el siglo XIX, por el padre Martinho da Silva, en estilo neoclásico. Artísticamente no tiene mucho interés excepto por el tabernáculo de plata que se puede ver en el altar mayor y la imagen del santo patrón, hecha en Roma por el escultor Eugénio Maccagnani y llevada al santuario en 1880.
Es visitada por el hecho de que se tiene allí una de las más amplias panorámicas de la región, ya que el santuario de Nuestra Señora del Sameiro es 566 metros[cita requerida].
Las obras de construcción se iniciaron el 14 de julio de 1863 en la iglesia con cúpula dedicada a «Nossa Senhora do Sameiro». El fundador del santuario fue el vicario de Braga, el padre Antonio Martinho Pereira da Silva. El santuario es el edificio devocional mariano más grande de Portugal, sólo después del santuario de Fátima.
El papa Juan Pablo II visitó este santuario mariano el 15 de mayo de 1982.

## Véase también

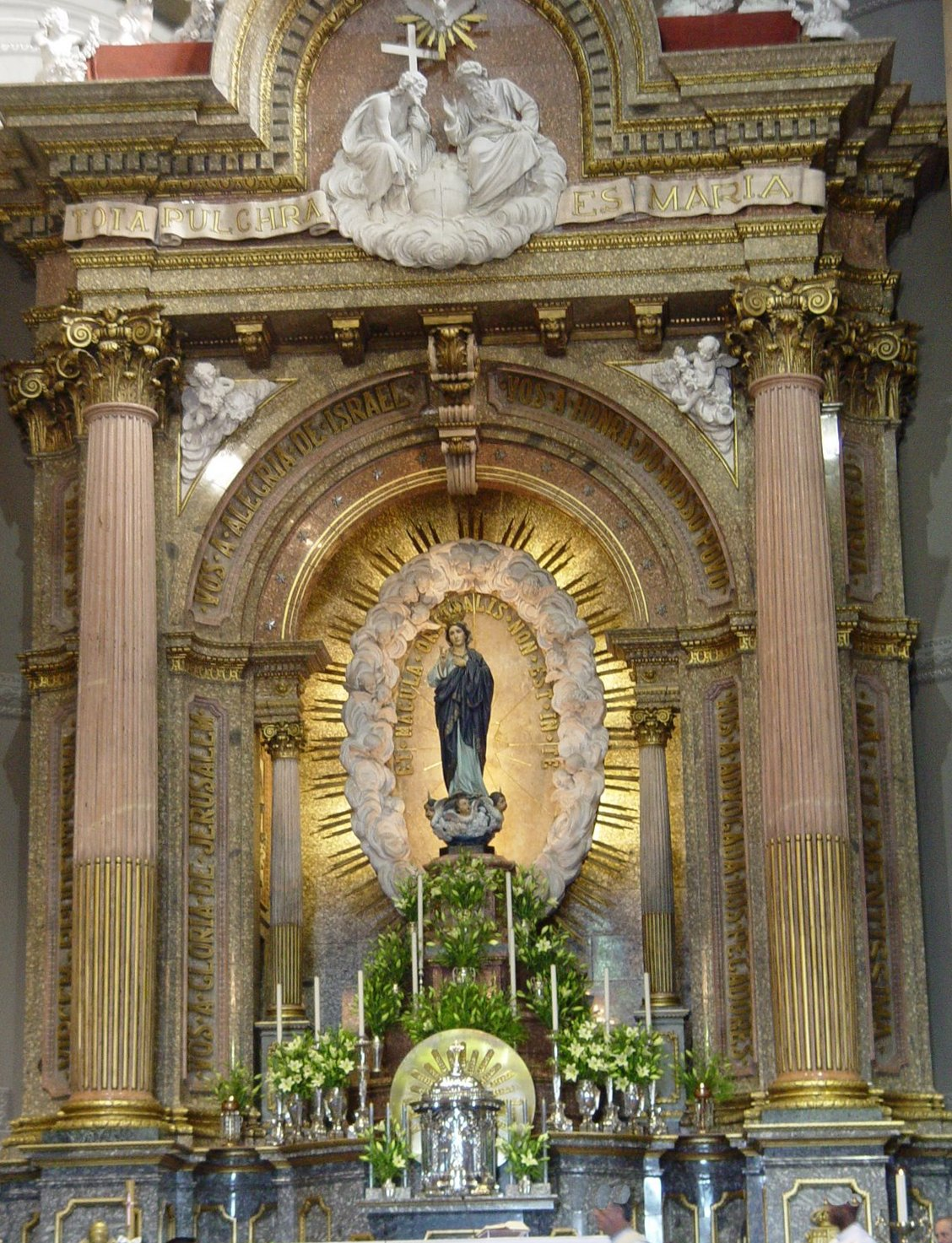
Vista interna